# Alexander Roda Roda
Alexander Roda Roda (13. dubna 1872 Drnovice – 20. srpna 1945, New York) byl moravsko-německý židovský novinář, spisovatel a dramatik.

## Život
Alexander Roda se narodil v rodině Leopolda Rosenfelda (1829–1901) a Rosalie rozené Stein (1842–1920). Měl čtyři sourozence: Julia (1867–1943), Giselu Januszewskou (1867–1943), Marii Liebermannovou (1875–1935) a Olgu Retay (1877–1947). V dětství se rodina přestěhovala do chorvatské Slavonie.
Po základní škole v Osijeku navštěvoval od roku 1888 gymnázium v Kroměříži a od roku 1889 gymnázium v Uherském Hradišti. Po maturitě v roce 1890 začal studovat práva na Vídeňské univerzitě. Studia přerušil v roce 1892, kdy sloužil jako roční dobrovolník a rozhodl se pro důstojnickou kariéru. Z tohoto důvodu konvertoval v roce 1894 z judaismu na katolicismus. Když se po nehodě roku 1900 musel vzdát místa instruktora jezdectví v Schloßhofu, přestěhoval se zpátky do Osijeku.
Krátce po jmenování nadporučíkem v roce 1901 byl přeložen do zálohy a působil ve Vídni jako spisovatel a novinář na volné noze. Roku 1904 se přestěhoval do Berlína, kde se prosadil jako lektor převážně vlastních textů v kabaretech. Roku 1906 působil v Mnichově a od roku 1907 působil opět ve Vídni. Vrcholem jeho kariéry byla koncem roku 1909 skandální premiéra komedie Der Feldherrn Hügel, kterou napsal společně s Carlem Rößlerem (1864–1948), v Neue Wiener Bühne. Ve hře karikuje třídní hrdost, slepou poslušnost a lajdáctví v císařské a královské armádě, aniž by se však podíval na hlubší příčiny militarismu ve společnosti. Okamžitý zákaz v Rakousko-Uhersku zvýšil publicitu hry, která byla později několikrát zfilmována.
Během 1. světové války pracoval až do roku 1917 jako válečný zpravodaj, především pro vídeňskou Neue Freie Presse, pro kterou pracoval již během balkánské války v roce 1912. Roku 1917 odcestoval do Bulharska, kde sestavil antologii místních spisovatelů. Od roku 1919 žil opět v Mnichově. Roku 1923 odejel na přednáškové turné do USA. V letech 1926–1928 žil v Paříži, poté v Berlíně, kde stýkal mj. s Erichem Kästnerem, Egonem Erwinem Kischem, Heinrichem Mannem a Kurtem Tucholským.
V letech 1930–1932 se jako autor nebo herec podílel na šesti zvukových filmových produkcích. Kvůli antihitlerovské satiře musel opustit Berlín a přestěhoval se do Grazu. V letech 1937–1938 pobýval v Československu, Maďarsku a Belgii. Před připojením Rakouska k Německu uprchl v roce 1938 do Curychu a od roku 1939 žil v Ženevě. Poté, co nedostal pracovní povolení ve Švýcarsku a neúspěšné žádosti o bulharské občanství, uprchl v listopadu přes Španělsko a Portugalsko do New Yorku. V USA publikoval v časopise Aufbau. Měl mj. kontakty s Albertem Ehrensteinem, Oskarem Marií Grafem, Franzem Molnárem, Somou Morgensternem a Carlem Zuckmayerem.
Používal pseudonym Alexander Roda Roda (roda je chorvatsky čáp) a též jména Friedrich Ladislaus.

## Dílo

### Próza
- Der Gutsherr von Ljublin – 1892
- Jeden den králem – Praha: Přemysl Plaček, 1900
- Der gemütskranke Husar – 1903[3]
- Helenens Ehescheidung – 1904[3]
- Soldaten – 1904[3]
- Adelige Geschichten – 1906[3]
- Eines Esels Kinnbacken – 1906
- Lieber Simplicissimus. Sechste Folge, Hundert Anekdoten – tištěno švabachem. München: Albert Langen, 1908
- Der Schnaps, der Ranchtabak und die verfluchte Liebe – tištěno frakturou. Berlin: Schuster & Co., 1908
- Der Pascha lacht: Morgenländische Schwänke: Eigenes und Echtes – Leipzig: Schuster & Loeffler, 1909
- Schwefel über Gomorrha – erweit. ausg. von eines Esels Kinnbacke. Berlin: Schuster & Loeffler, 1909
- Welthumor in fünf Bänden: Ein Fröhliches Jahrhundert – von Roda Roda und Theodor Etzel. Berlin: Schuster & Loeffler, 1909
- Čertovy knížky: humoreska – přeložil G. R. Opočenský; in: Besedy lidu; r. 1910, s. 285–286, 293–295
- Boty Fricka Langera – přeložil J. Pavlíček; in Besedy lidu; r. 1910, s. 372–374
- Vítězi – přeložil S. R.; in: Národ příloha časopisu „Žďár“, r. 1910, č. 3, s. 4–5
- Královna léta: povídky – přeložila Emma Horká. Praha: Alois Hynek, 1911
- 500 Schwänke – Umschlag von Albert Meisgerber, Karikatur von Frier. Berlin; Leilpzig: Schuster & Loeffler, 1912
- Metta Jägrová – přeložil Karel Hádek; in: 1000 nejkrásnějších novel č. 53. Praha: J. R. Vilímek, 1913
- Das Rosenland: Bulgarische Gastalter und Gestalten – Hamburg: Gebrüder Enoch, 1918
- Serbisches Tagebuch – Berlin: Ullstein, 1918
- Ihre Gnaden und die Bäuerinnen: kaiserliche Kämmerer Adelige Geschichten – Berlin: Eysler & Co., 1920
- Die verfolgte Unschuld – Bilder von Walter Trier. Berlin: Eysler & Co., 1920
- Von Bienen, Drohnen und Baronen – Wien; Berlin; Leipzig: Ilf, 1921
- Die schöne Hedy Herz – Wien: Europäischer Verlag, 1924
- Slawische Seelen: Neuen Dichtern nacherzählt – München: Drei Masken, 1924
- Roda Rodas Roman – 1925
- Welthumor in sechs Bänden. Band 3., Vier Jahreszeiten: Humor, Satire, Ironie: von Heine bis Wilhelm Busch – Alexander Friedrich Rosenfeld; herausgegeben von Roda Roda und Theodor Etzel. München: Simplicissimus, 1925
- Welthumor in sechs Bänden. Band 2., Die drei Grazien: Humor, Satire, Ironie: von Wieland bis Kopisch – Alexander Friedrich Rosenfeld; herausgegeben von Roda Roda und Theodor Etzel. München: Simplicissimus, 1925
- Der Knabe mit den 13 Vätern: ein humoristischer Roman nach B. G. Nušić – Dresden: Carl Reissner, 1927
- Die Ehegarten und andere Geschichten – Karlbad-Fischern: Urania, 1925
- Der Schlangenbiß: Erzählungen und Schwänke – Leipzig: Philipp Reclam jun., 1930
- Roda Roda und die vierzig Schurken – Wien; Berlin; Leipzig: Paul Zsolnay, 1932
- Krokodiltränen – Berlin: Paul Zsolnay, 1933
- Ausgewählte Werke in drei Bänden. Bd. 3, Schenk ein, Roda!. Aus slavischen Quellen – Berlin: Paul Zsolnay, 1934
- Die Panduren: Roman einer Landschaft – Leipzig: Wien: E. P. Tal, 1935

### Drama
- Jovana: opera – Jaroslav Vogl; libreto Roda Roda
- Der Feldherrnhüge: eine Schnurre in drei Akten – von Roda Roda, Carl Rößler. Berlin: Schuster & Loeffler, 1911
- Die Sklavin aus Rhodus: ein Lustspiel in drei Akten – von Roda Roda und Gustav Meyrink; nach dem EVNVCHVS des Publius Teretius Afer; mit einem Vorwort von Wilhelm Klein; Musik von Eugen d’Albert; Austattung von Olaf Gulbranson. Berlin; Leilpzig: Schuster & Loeffler, 1913
- Dana Petrovičova: činohra ve třech jednáních – přeložil Vilouš Táborský. Praha: Mamert Knapp, 1919

### Jiné
- Der gekitzelte Aeskulap: eine kräftige Dosis der medicynischen Witze und Schnurren von Aerzten, Patienten und lustigen Studenten – verordnet durch Felix Schloemp; unter Accouchement von Roda Roda. München: Georg Müller, 1910
- Crnogorski humor i šala – Mićun M. Pavićević; predgovor napisao Roda Roda. Zagreb: St. Kugli, 1934